# إدوارد مايا
ادوارد مريان ايلي (بالرومانية: Edward Maya)‏ (بالرومانية: Edward Maya) (مواليد 29 يونيو 1986، بوخارست، رومانيا)، المعروف باسم (إدوارد مايا)، هو منتج، مؤدي وملحن وموسيقي من رومانيا. تخرج من معهد موسيقى جورج انيسكو في مدرسة ثانوية في بوخارست وحاليا طالب في السنة النهائية في الكونسرفتوار ببوخارست.

## مسيرته
في 19 سنة من العمر لحن أغنية مع ادوارد كاركوتا لمسابقة الأغنية الأوروبية، والتي ذهبت إلى المركز الرابع في المسابقة (ميهاي تراستيريو—تورنيرو). وأعقب هذا الاختراق للفنان فترة عمل، الذي عمل عقود مع مختلف الفنانين الرومانيين في الخارج (اكسنت، لونتيا كالة كوستي، فيكا جيغولينا، كاسا وكو، استوديو واحد، دي جي رينو، دي جي سافا، وماريوس نيدلوس، بنات بلاكسي، ايمبا).
في عام 2008 أنتج الألبوم التي ساعد فرقة Akcent على الاستئناف، حيث ظهرت هته الفرقة في السوق الدولية بقوة خصوصا العناوين التالية مثل " Stay with Me "، واضاف "that's my name" و"Lover's Cry"، وكلها تحت العلامة التجارية لادوارد مايا.
في صيف عام 2009، مايا أطلق أول أغنية له كفنان، " Stereo Love"، وقد أحدثت هذه الأغنية صدى كبير في العالم عموما وفي رومانا خصوصا. في وقت لاحق من ذلك العام، أغنية " Stereo Love"، حققت نجاحا كبيرا في وقت قياسي وفي مختلف الأماكن في جميع أنحاء العالم. وتبع هذا النجاح من خلال الحفلات الموسيقي لأدوار في جميع أنحاء العالم، مثل الجزائر واليونان، وألبانيا، لبنان، والأردن، وجمهورية مقدونيا اليوغوسلافية السابقة، وأذربيجان، والبرتغال، وروسيا، وبولندا، وهولندا، ومصر، وبلجيكا، إسبانيا، إيطاليا، تركيا وقبرص ودبي،

### 2009
في صيف عام 2009، أطلقت مايا أغنيته الأولى كفنان، "Stereo love "، حيث بلغ رقم 2 في الفردي والرسوم البيانية الرومانية. في وقت لاحق من ذلك العام، "Stereo Love"، حقق نجاحا كبيرا في النوادي في جميع أنحاء العالم. على الرغم من وأعقب هذا النجاح من خلال الحفلات الموسيقية في جميع أنحاء العالم، ودخلت الأغنية الفردي والرسوم البيانية أعلى 5 في النمسا والدنمارك وفنلندا وفرنسا وألمانيا، أيرلندا، إيطاليا، هولندا، النرويج، إسبانيا، السويد، سويسرا، المملكة المتحدة. "Stereo Love" تلقى أكثر من وجهات النظر يوتيوب 612,701,096 منذ أغسطس 2009، للفيديو واحد فقط.
في 13 مايو 2010، أصدر مايا واحدة ولايته الثانية «هذه هي حياتي». للمساعدة في الحفاظ على السيطرة على حياته المهنية وتوفير الفرص للفنانين آخرين، وشكلت مايا التسمية سجله الخاصة، الوثائق Mayavin [9].
مايا سراح الأغنية والفيديو للمشاركة في ثالث واحد "Désert Rein" ليلة عيد الميلاد في جميع أنحاء العالم. في مقابلة مع إدوارد مايا تحدثت عن جولة له "Désert Rein" يذكر انه سوف تبدأ مع الهند وانه سيتم في وقت لاحق بجولة في أوروبا، الولايات المتحدة وجنوب أفريقيا وباكستان.

## روابط خارجية
- إدوارد مايا على موقع IMDb (الإنجليزية)
- إدوارد مايا على موقع ميوزك برينز (الإنجليزية)
- إدوارد مايا على موقع أول ميوزيك (الإنجليزية)
- إدوارد مايا على موقع ديسكوغز (الإنجليزية)
- إدوارد مايا على موقع ديسكوغز (الإنجليزية)